# Kacey Musgraves
Kacey Musgraves (født 21. august 1988, Golden, Texas, USA) er en amerikansk sanger og sangskriver, kendt for albummet Golden Hour.

## Karriere
Hun har været aktiv i musikbranchen siden 2008 og udgivet fire albums. Hun vandt sin første Grammy for Bedste countryalbum med udgivelsen Same Trailer Different Park fra 2013.
Hendes udgivelse Golden Hour fra 2018 modtog Grammy-priser for både Årets Album og Bedste countryalbum. I 2018 var hun opvarmning ved Harry Styles' verdensturne, før hun selv påbegyndte sin egen Oh, What a World: Tour, hvilket også førte til hendes første koncert i Danmark, der fandt sted ved Store Vega i oktober 2019. Forud for hendes koncert bemærkede hun at København var en af de byer hun så mest frem til at optræde i under hendes turné. Singler fra albummet Golden Hour tæller High Horse og Butterflies, som begge har fået spilletid i dansk radio. Andre sange fra albummet tæller Space Cowboy, Slow Burn og titelnummeret Golden Hour, alle skrevet af Musgraves. I marts 2019 opførte hun sit nummer Rainbow til prisuddelingen iHeart Music Awards, akkompagneret af Chris Martin fra Coldplay på klaver.
I 2016 udgav hun julealbummet A Very Kacey Christmas med gæsteoptrædener af Leon Bridges og Willie Nelson. Albummet indeholder covers af Let It Snow og Have Yourself a Merry Little Christmas, samt de selvskrevne Present Without a Bow og Ribbons and Bows. I 2019 annoncerede hun sit første juleshow, The Kacey Musgraves Christmas Show, udarbejdet i samarbejde med Amazon, med gæsteoptrædener af Lana Del Rey, Zooey Deschanel, Camilla Cabello og Troye Sivan.
Hun medvirker på soundtracket til Disney filmen Frost II med sangen All is Found, skrevet af Kristen Andersen Lopez og Robert Lopez. På det amerikanske soundtrack opføres sangen også af skuespilleren Evan Rachel Wood, mens Tina Dickow har sunget en dansk version med titlen Alle Svar.

## Diskografi
- Same Trailer Different Park (2013)
- Pageant Material (2015)
- A Very Kacey Christmas (2016)
- Golden Hour (2018)
- Star-Crossed (2021)